# Кляпетура Ірина Ігорівна
Ірина Ігорівна Кляпетура  (нар. 12 березня 1972, Стрий) — українська художниця декоративно-прикладного мистецтва (художнє скло). 

## Біографія
Народилась 12 березня 1972 року в Стрию, Львівської області у творчій родині Боднарів, де всі малювали, вишивали, створювали художні речі. У 1987 році вступила до Ужгородського училища прикладного мистецтва ім. А. Ерделі на відділення художнього металу. Викладачі з фаху: І.М. Дідик та Н.Я. Дідик. Після закінчення працювала в меморіальному музеї художника А. Манайла в Ужгороді, та Лисятицькій дитячій школі мистецтв. 
У 1991 році вступила до Львівського інституту декоративно-прикладного мистецтва на відділення художнього скла. Навчання у таких метрів українського гутного скла, як А. Бокотей та О. Звір назавжди посіяло любов та повагу до скла. У 1997 році захистила диплом в інституті на тему «Плин часу». 
З 1999 року проживає у Кам’янці-Подільському. Працювала вчителькою образотворчого мистецтва в НВК № 9, згодом в міській дитячій художній школі. У 2006 році закінчила магістратуру в Кам’янець-Подільському національному університеті імені Івана Огієнка. 2012 року розпочала викладацьку діяльність в університеті на кафедрі образотворчого і декоративно-прикладного мистецтва та реставрації творів мистецтва; забезпечує навчальні курси «Рисунок», «Декоративно-прикладне мистецтво» на спеціальностях «Декоративно-прикладне мистецтво», «Образотворче мистецтво». Ірина Кляпетура керує дипломними роботами з вітражного мистецтва. 2014-2015 роках організувала акцію «Митці за перемогу!», яка об’єднала творчих людей всього міста для допомоги воїнам АТО. 2014-2015 роках проводить благодійні майстер-класи з декоративно-прикладного мистецтва для допомоги дітям.
Основні роботи в Кам’янці-Подільському: вітражні композиції в кафе «Дніпро» (2003); «Камільфо» (2006), «Тарас Бульба» (2013), монументальні вітражі до церкви Святої Трійці (2010). Брала участь у виставках, пленерах, симпозіумах в Україні та за кордоном.